# Real McCoy
Real McCoy — немецкий евродэнс-проект. Пик популярности пришёлся на середину 90-х годов с выходом в США альбома Another Night. Наиболее известные хиты — «Another Night», «Automatic Lover (Call for Love)», «Love & Devotion», «Run Away», «Come and Get Your Love» и «One More Time».

## История
Проект Real McCoy (первоначально — M.C. Sar & The Real McCoy) появился в результате сотрудничества продюсеров Juergen Wind (J.Wind) и Frank Hassas (Quickmix) и рэпера Olaf Jeglitza (O-Jay). Последний, принимая меньшую роль в написании песен, являлся фактическим рэпером, в то время как официальным лицом проекта до 1993 года был афрофранцуз George Shampro Mario под псевдонимом M.C. Sar. Женские партии исполняла Patricia Petersen (Patsy).
Дебютный трек — кавер-версия «Pump Up the Jam» группы Technotronic с добавлением рэп-партии — вышел на ZYX Records и занял 16-ю строчку на родине. Последовавший за ним «It’s On You» в жанре хип-хаус вошёл в Top-10 ряда европейских стран, покорил чарт Испании, а во Франции получил серебряный статус продаж. Последующие синглы были не столь успешны, и в 1992 году коллектив расстаётся с лейблом ZYX Records.
Заключив договор с Hansa Records (BMG Berlin), Juergen Wind совместно с представителем Hansa David Brunner и президентом компании BMG Andy Selleneit разрабатывают дальнейшую стратегию: музыкальное направление меняется на европоп и евро-хаус, Олаф выходит из тени и вместо Марио становится лицом проекта, на роль студийной вокалистки приглашается Karin Kassar (Patsy по решению звукозаписывающей компании остаётся «лицом» группы, её дополняет Vanessa Mason). Brunner получает роль исполнительного продюсера.
В марте 1994 года сингл «Another Night» покорил канадский чарт (этому в некоторой степени поспособствовал большой успех сингла 1993 года «Get-A-Way» проекта Maxx, который также продюсировали Wind и Hassas). Успех «Another Night» заинтересовал американский рынок, и уже в ноябре 1994 года сингл получил платиновый статус в США и провёл 6 недель на вершине Mainstream Top 40. Альбом Space Invaders, выходивший в Европе, был переиздан в США в 1995 году с изменённым треклистом под названием Another Night и получил двойную платину. Сингл «Come and Get Your Love» (кавер-версия группы Redbone) вошёл в Тор-10 Канады, Нидерландов, Финляндии и Новой Зеландии, последовавший за ним «Love & Devotion» (в стилистике евро-регги) получил золотой статус в Австралии.
В 1997 году вышел альбом One More Time, одноимённый сингл с которого получил 3-ю позицию и платиновый статус в Австралии, но в США занял лишь 27-ю строчку. Wind продюсировал альбом без Hassas и Brunner, работая с командой Lemon Productions и композитором Brent Argovitz. Женские партии исполняла Lisa Cork. Последовавшие синглы, «I Wanna Come (with You)» и кавер-версия Шанайи Твейн «(If You’re Not in It for Love) I’m Outta Here!», не имели коммерческого успеха.
В 1999 году был собран новый состав: Jason Ammon (рэп), Gabriele Koopmans и Ginger Maria (вокал). Была выпущена перезаписанная версия «It’s On You» (мужскую партию снова исполнил Олаф). Этот и следующий сингл, «Hey Now» (вокал — Джейсон), не имели успеха, и группа была распущена.
В 2006 году Олаф под именем Real McCoy совместно с польской поп-группой Ich Troje представлял Польшу на конкурсе «Евровидение-2006» с композицией «Follow My Heart». В 2007 году выходит сингл «People are Still Having Sex». В 2009 году Олаф принимает участие в концерте «DJ BoBo and Friends».
В 2016 году Олаф (при поддержке Тони Коттуры (Fun Factory) и продюсера Марвина Гейта) возродил проект вместе с оригинальной студийной вокалисткой Real McCoy Карин Кассар, давая выступления на фестивалях 90-х.
В 2017 году DJ BoBo совместно с Real McCoy записывает новую версию «Love & Devotion» для своего сборника 25 Years Greatest Hits.
В январе 2020 года Карин Касар сообщила на своей странице в Instagram, что уходит из группы. Real McCoy бездействовал большую часть 2020 и 2021 годов. В конце 2021 года участники Real McCoy объявили, что вернутся для выступлений в 2022 году с О-Джеем, продюсером / рекламщиком KISTE и новыми вокалистками Сарой Москера и Маком.

## Участники проекта
- O-Jay[англ.] — рэп
- Karin Kasar — вокал

## Дискография
| - 1990 — On the Move! - 1994 — Space Invaders - 1995 — Another Night (США) - 1997 — One More Time | - 1989 — «Pump Up the Jam — RAP» - 1990 — «It’s On You» - 1990 — «Don’t Stop» (feat. Sunday) - 1991 — «Make a Move» - 1992 — «Let’s Talk About Love» - 1993 — «Another Night» - 1994 — «Automatic Lover (Call For Love)» - 1994 — «Run Away» - 1995 — «Love & Devotion» - 1995 — «Come and Get Your Love» - 1995 — «Sleeping With an Angel / Ooh Boy» - 1997 — «One More Time» - 1997 — «I Wanna Come (With You)» - 1997 — «(If You’re Not In It For Love) I’m Outta Here» |